# Gastrofysik
Gastrofysik er en videnskabelig disciplin, der gør brug af en bred vifte af teoretiske og eksperimentelle biofysiske teknikker til at studere madlavningens og gastronomiens empiri.
Gastrofysikken undersøger både madens bestanddele, råvarer, virkningerne af forarbejdning, kvantitative aspekter af det fysiske grundlag for fødevarekvalitet, madens smag, vores smagssans, smagsoplevelsen og absorptionen i det menneskelige legeme.
Som fysikere gør astronomi til astrofysik, kan gastrofysik anskues som fysikerens tilgang til gastronomi. Gastrofysik er således fysikerens kvantitative og undersøgende tilgang til gastronomiens empiri.
For eksempel kan den kulinariske trekant (culinary triangle) fortolkes med en fysikers tilgang, så forarbejdningens effekter på fødevaren anskues ud fra fysisk struktur og biologiske processer.

## Definition
Der er ingen klar konsensus for gastrofysikkens definition og formål, og gastrofysikken som videnskabeligt område er stadig under udvikling. Nogle af fadderne til termen og forskningsfeltet gastrofysik, Ole G. Mouritsen og hans forskningsteam, beskriver det således:
"Gastrofysik har som mål at vise, at de grundlæggende principper i fysik, især bløde materialers fysik (soft-matter physics), biofysisk kemi og molekylær biofysik, kan bringes sammen i videnskabelige undersøgelser af mad, måltider og smag."

## Gastrofysik som tværfaglig videnskab
Gastrofysik overlapper med mange forskellige videnskabelige discipliner, heriblandt fødevarekemi, fødevareteknologi, biologi, psykologi, sensorik, fysiologi, molekylærbiologi, biofysik, og fysisk kemi, og med flere forskellige praksisfelter, heriblandt kogekunst, køkkenhåndværk og kultur.
Gastrofysik kan bruges som en platform for tværfaglig undervisning af elever indenfor fysik, kemi, biologi, humanistiske og samfundsvidenskabelige fag. Denne tilgang benyttes blandt andet af forsknings- og formidlingscentret Smag for Livet.

## Gastrofysik og molekylær gastronomi
Gastrofysik relaterer sig til molekylær gastronomi ved at være en videnskabelig tilgang til gastronomi. Molekylær gastronomi adskiller sig fra gastrofysik ved at have til hensigt at undersøge, hvorfor noget mad smager godt, og noget ikke gør. Gastrofysik har i stedet fokus på principperne for, hvorfor maden smager, som den gør, og på de generelle egenskaber ved madens bestanddele og gastronomiens mekanismer.